# Magnolia yunnanensis
Magnolia yunnanensis är en magnoliaväxtart som först beskrevs av Hu Hsien-Hsu, och fick sitt nu gällande namn av Hans Peter Nooteboom. Magnolia yunnanensis ingår i släktet Magnolia och familjen magnoliaväxter. Inga underarter finns listade i Catalogue of Life.

## Bildgalleri

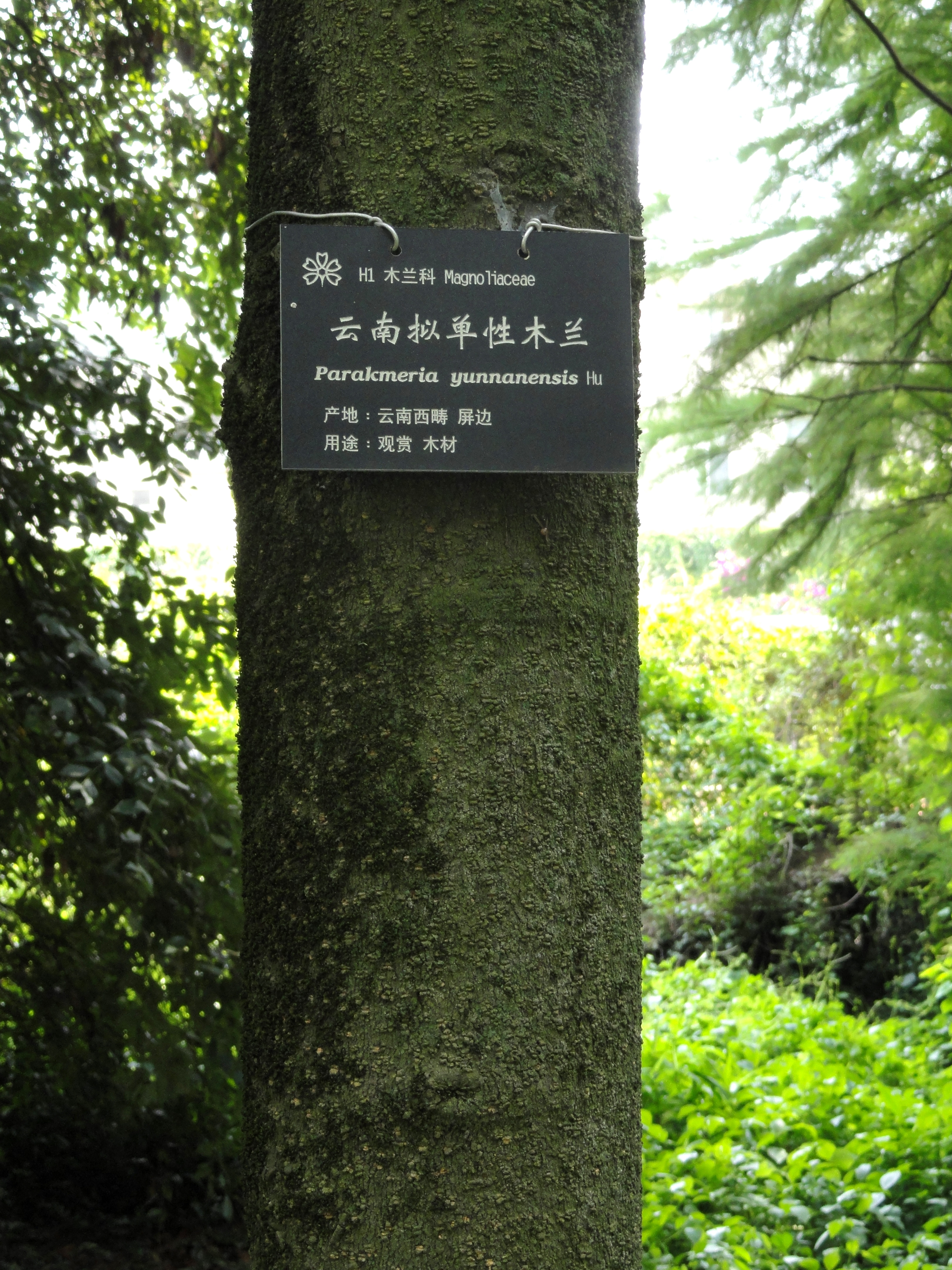
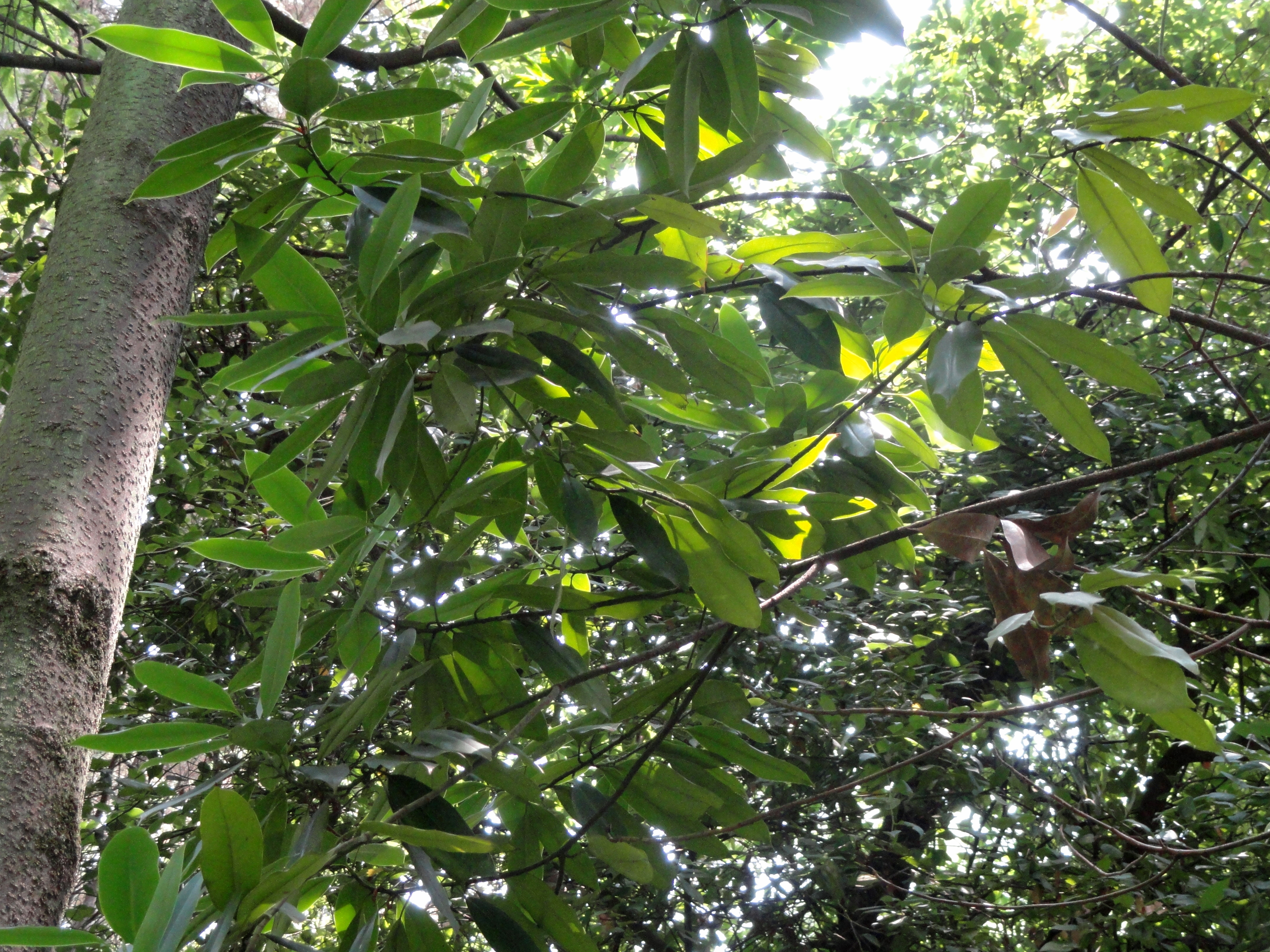
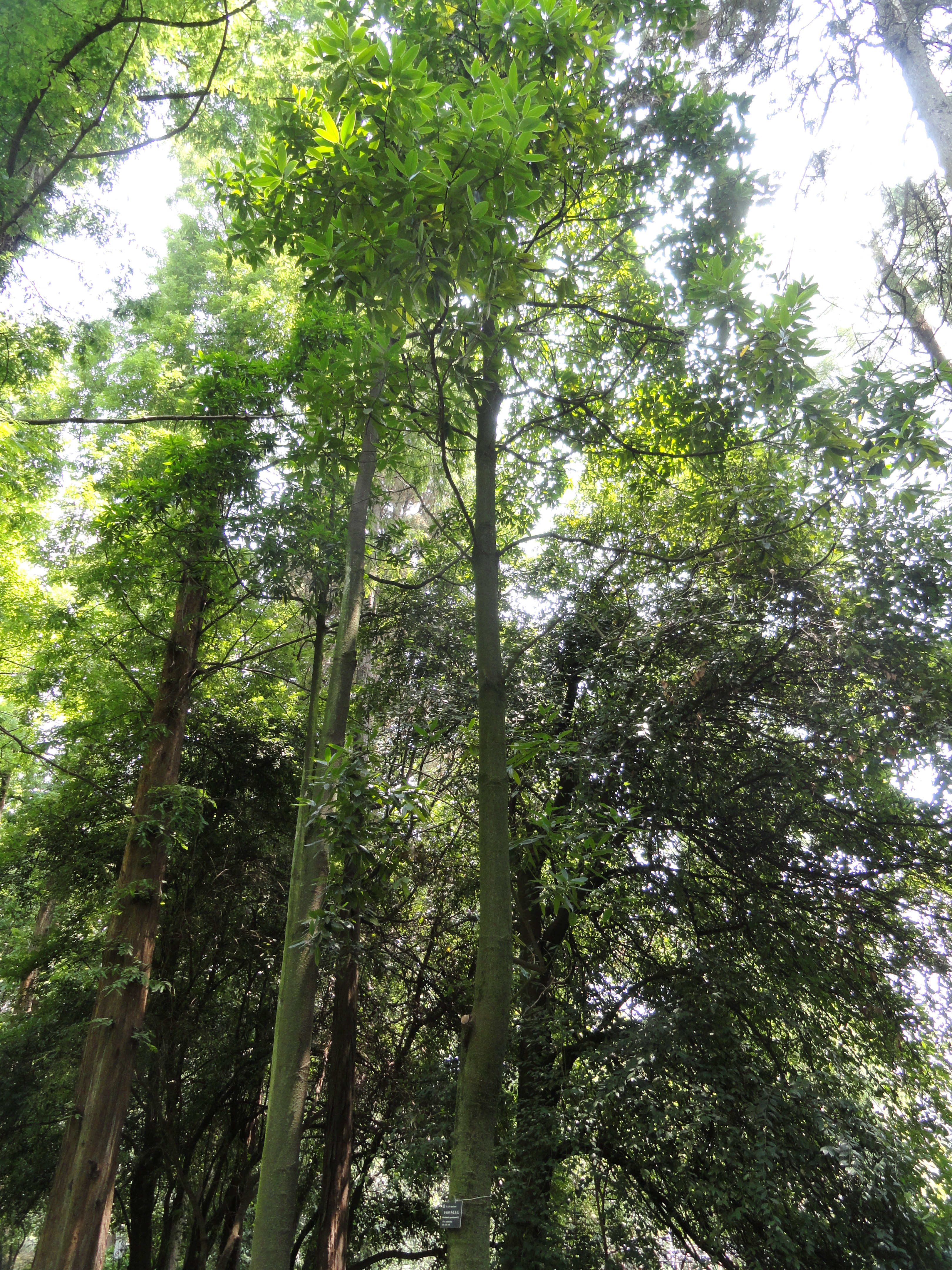
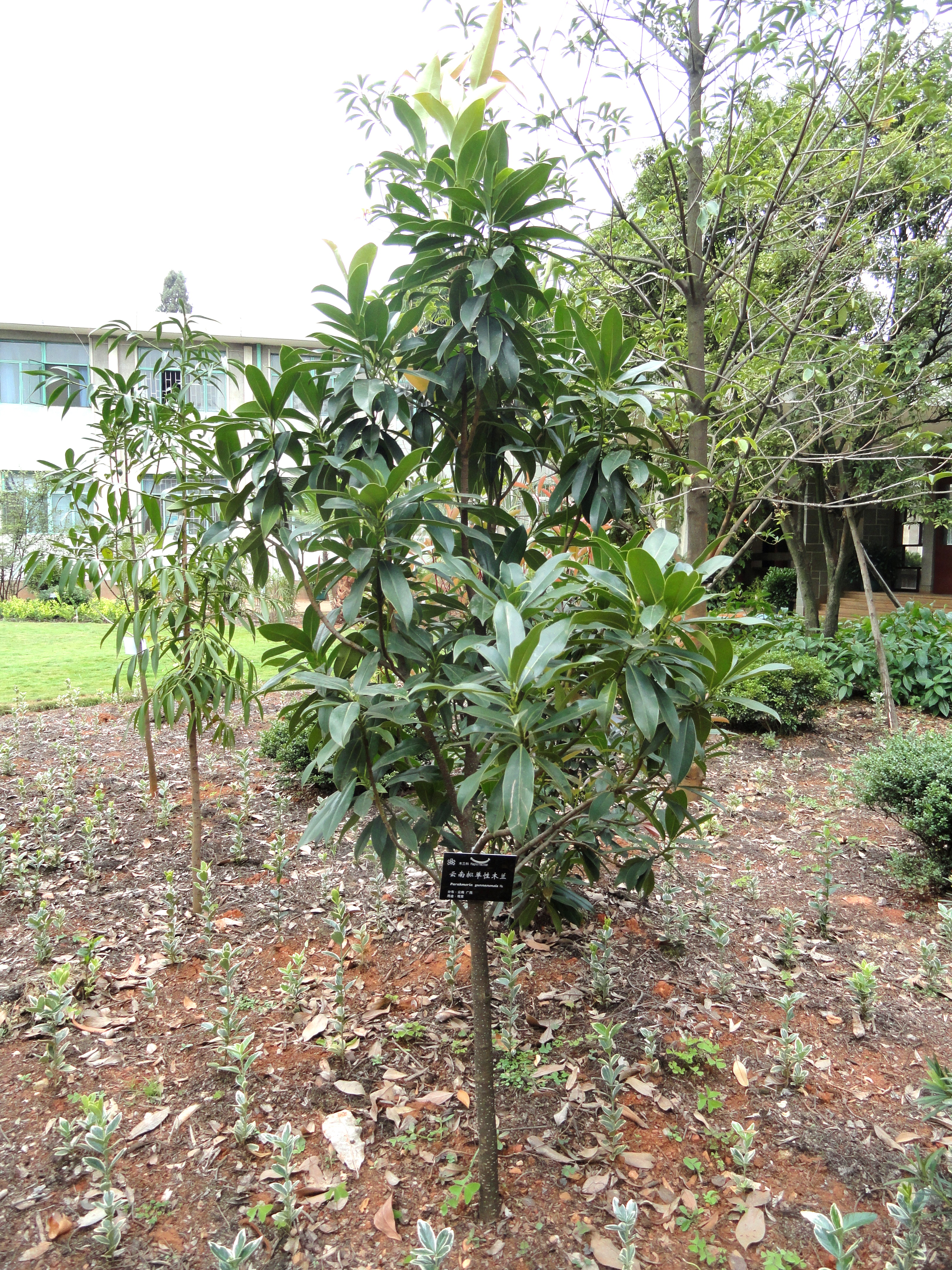